# دونگی دوبریچ
دونگی دوبریچ (به صربی: Donji Dobrić) یک منطقهٔ مسکونی در صربستان است که در لوزنیسا واقع شده‌است. دونگی دوبریچ ۱٬۴۳۸ نفر جمعیت دارد.